# Arthur O'Connell
Arthur O'Connell (Manhattan, New York, 29 maart 1908 – 18 mei 1981) was een Amerikaans acteur.
Hij ontving een Oscar-nominatie voor de film Picnic. Niet veel later speelde hij tegenover Marilyn Monroe en Don Murray in de succesvolle film Bus Stop. Verder speelde hij twee keer tegenover Elvis Presley: in de films Follow That Dream en Kissin' Cousins.
- Bibsys: 10074100
- Biblioteca Nacional de España: XX1270914
- Bibliothèque nationale de France: cb14030848j (data)
- Gemeinsame Normdatei: 1175507334
- International Standard Name Identifier: 0000 0000 8374 4830
- Library of Congress Control Number: n87914499
- Nationale Bibliotheek van Tsjechië: xx0175368
- Nationale Bibliotheek van Israël: 987007427619005171
- Istituto Centrale per il Catalogo Unico: DDSV047078
- SNAC: w6pr9rc2
- Système universitaire de documentation: 061028894
- Virtual International Authority File: 39576759
- WorldCat: E39PCjGVFbVcRrkrFbfPkpJQjd